# Southern Bay (baai)
De Southern Bay is een baai in de Canadese provincie Newfoundland en Labrador. De ruim 15 km lange zeearm bevindt zich aan de oostkust van het eiland Newfoundland en heeft vier dorpen aan zijn oevers.

## Geografie
De Southern Bay is een zuidelijke zijarm van de Bonavista Bay, een van de grote baaien van oostelijk Newfoundland. De zeearm is ruim 15 km lang en is langs het merendeel van die lengte niet meer dan een kilometer breed. Enkel bij de opening naar de Bonavista Bay toe is ze tot wel drie kilometer breed.
Drie kilometer ten zuiden van het beginpunt van de Southern Bay, splitst ze op in drie armen. De middelste arm is het hoofdgedeelte van de baai en gaat nog zo'n 12 km verder naar het zuidwesten toe. De oostelijke zijarm staat bekend als de Indian Arm en gaat 3,5 km in zuidelijke richting. De westelijke zijarm is de kleinste van de drie en is slechts 2 km lang.
Aan het hoofdgedeelte van de zeearm liggen drie dorpen, namelijk Charleston, Southern Bay en Princeton. Aan de Indian Arm ligt ook nog de plaats Summerville.
Er monden enkele waterlopen in de baai uit, waaronder de Southern Bay River en de Wester Pond Brook.